# Lilla Holmsjön (Överums socken, Småland)
Lilla Holmsjön är en sjö i Västerviks kommun i Småland och ingår i Storån-Botorpsströmmens kustområde.